# Binda Pandey
Pour les articles homonymes, voir Pandey.
Binda Pandey, née le 30 décembre 1966, est une femme politique népalaise. 
Elle est membre de la première Assemblée constituante népalaise, représentant le Parti communiste du Népal (marxiste-léniniste unifié), et secrétaire générale adjointe de la Fédération générale des syndicats népalais (GEFONT) en 2004-2008. 
Féministe, elle milite particulièrement sur les questions de genre.

## Biographie

### Jeunesse et formation
Binda Pandey est née en 1966 à Rawalswara, dans le comité de développement villageois de Khanigaun, dans le district de Nuwakot. Elle est la deuxième plus jeune d'une famille de douze enfants. Ses parents envoient ses frères à l'école religieuse hindoue traditionnelle, Gurukul. Elle possède un maîtrise en études du genre et développement, une autre maîtrise en botanique, une licence en éducation et une autre en droit. Elle termine en 2017 son doctorat à l'École d'éducation de l'université de Katmandou.

### Militante étudiante
Le 27 mars 1981, le jour d'une grève générale, un rassemblement est organisé par des étudiants de son école contre le régime autocratique du Panchayat. L'une des demandes des étudiants est de libérer les militants étudiants qui ont été arrêtés à Katmandou quelques jours auparavant, dont l'un était le plus jeune de ses frères aînés. Elle prend part à la manifestation en marchant au premier rang, scandant des slogans anti-Panchayat. Après les élections des syndicats d'étudiants libres qui ont lieu en 1981, au cours desquelles la liste de Binda Pandey remporte la victoire, une convention au niveau du district de l'Union nationale des étudiants libres du Népal (ANNFSU) a lieu et elle est élue trésorière. Plus tard, elle et ses camarades ont une dispute avec un directeur d'école et elle part à Katmandou pour y continuer ses études. À Katmandou, elle fréquente l'école secondaire Kanti Ishwori.

### Carrière politique
Binda Pandey est impliquée dans le mouvement étudiant pendant plus d'une décennie, de 1980 à 1992. En 1992, elle rejoint l' Association des femmes népalaises (ANWA) qui est affiliée au PCN (UML) du Parti communiste du Népal (marxiste-léniniste unifié). Elle est élue trésorière de l'ANWA en novembre 1992. Elle se voit confier la responsabilité d'organiser les travailleuses par le biais de son Département central des travailleuses (CWWD) de la Fédération générale des syndicats népalais (GEFONT). Elle devient plus tard la secrétaire de la CWWD, pour laquelle elle travaille jusqu'en 2000.
Travaillant au sein du mouvement syndical, Binda Pandey représente le GEFONT au Comité pour les femmes asiatiques (CAW), une organisation régionale travaillant pour les travailleuses dans treize pays d'Asie. Elle passe trois ans à Hong Kong en tant que coordonnatrice des programmes des TCA de 1994 à 1997. De retour de Hong Kong en août 1997, Binda Pandey continue son rôle de secrétaire de CWWD, puis elle assume des responsabilités supplémentaires comme secrétaire du Département des affaires étrangères et en tant que membre du Département de l'éducation de GEFONT. Lors du troisième congrès du GEFONT en 2000, elle est élue chef du département Education. Depuis 2004, elle est secrétaire générale adjointe de GEFONT. Après avoir travaillé en étroite collaboration avec des ouvriers et des militantes à l'intérieur et à l'extérieur du pays, elle décide d'acquérir des connaissances plus académiques et rejoint un cours de maîtrise sur les études de genre et de développement à l'Institut asiatique des technologies à Bangkok en 2002.
Au cours de son mandat en tant que membre de la Commission nationale des femmes (NWC) de 2002 à 2004, elle se concentrée sur la rédaction du projet de loi de la NWC, l'analyse de genre de la constitution et la préparation de recommandations sur les perspectives de genre. Elle est élue membre de l'Assemblée constitutionnelle grâce à la représentation proportionnelle du CPN (UML). Elle proteste avec d'autres membres féministes de l'assemblée lorsque le mot népalais Rashtrapati est utilisé pour désigner le président, pour sa connotation masculine. Le groupe avait proposé de remplacer le titre par le terme Rashtradhyachhya mais il n'est pas encore utilisé. Elle indique que sensibiliser tous les membres du parti sur les problèmes des femmes est plus difficile que de les amener dans la rue, mais elle dit qu'elle « continuera à se battre pour rendre la constitution à devenir vraiment sensible à la question du genre ». Elle est élue membre de la chambre des représentants du parlement fédéral du Népal en 2017, de nouveau grâce à la représentation proportionnelle du CPN (UML).
En 2011, Binda Pandey est élue membre adjointe du Conseil d'administration du BIT pour trois ans et réélue pour un nouveau mandat en 2014 et 2017. Comme femme politique, elle est élue membre du comité central du CPN-UML comme candidate libre en 2009 par la huitième convention générale nationale et membre du politburo en 2014 après la neuvième convention générale nationale.
Elle écrit le livre « Les femmes dans la politique népalaise ».
En 2019, presque quarante ans après le début de son militantisme, Binda Pandey continue à lutter pour l'égalité des droits.